# منطقه آماری ترکیبی
منطقه آماری ترکیبی (انگلیسی: Combined statistical area) از منطقه آماری کلان‌شهری کنار هم (MSA) و مناطق آماری میکروپولیتن (μSA) تشکیل شده‌است. یعنی منطقه‌ای با جمعیتی بین ۱۰ تا ۵۰ هزار در ایالات متحده آمریکا و پورتوریکو که بدینوسیله می‌تواند ارتباط اقتصادی یا اجتماعی را نشان دهد. اداره مدیریت و بودجه ایالات متحده منطقه آماری ترکیبیCSA را به عنوان ترکیبی از مناطق کنار هم در مناطق شهری و میکروپولیتن در نظر گرفته و آنها را با شاخص‌های اقتصادی و الگوهای رفتاری تعریف می‌کند. این مناطق ترکیبی به عنوان مناطق آماری شهری یا کلان‌شهری در محدوده منطقه آماری ترکیبی بزرگ هستند.